# Nymburský vikariát
Nymburský vikariát je dnes již zaniklou správní jednotkou litoměřické diecéze. Zanikl v rámci změn hranic diecézí ke 31. květnu 1993, kdy některé farnosti tohoto vikariátu byly přičleněny do pražské arcidiecéze, zbytek farností pak rozdělen mezi mladoboleslavský vikariát a turnovský vikariát v rámci litoměřické diecéze. 

## Farnosti bývalého nymburského vikariátu
1. Bošín
2. Bystřice u Libáně
3. Hrubý Jeseník
4. Kostomlaty nad Labem
5. Křinec
6. Libáň
7. Loučeň
8. Lysá nad Labem
9. Mcely
10. Milovice
11. Nymburk
12. Osenice
13. Rožďalovice
14. Veleliby u Nymburka
15. Všejany
16. Žitovlice

## Stav po 31. květnu 1993
1. Farnosti Bošín, Hrubý Jeseník, Křinec, Loučeň, Mcely, Rožďalovice a Žitovlice zůstaly součástí litoměřické diecéze v rámci mladoboleslavského vikariátu.
2. Farnosti Bystřice u Libáně, Libáň a Osenice, které byly vtěleny do turnovského vikariátu téže diecéze.
3. Farnosti Kostomlaty nad Labem, Lysá nad Labem, Milovice, Nymburk a Veleliby u Nymburka byly přeřazeny do rámce pražské arcidiecéze.

### Slučování farností
V rámci slučování farností v pražské arcidiecézi od 1. ledna 2006 byly provedeny určité změny i co se farností přešlých z litoměřické diecéze: 
- Farnosti Kostomlaty nad Labem a Milovice byly zrušeny a sloučeny s farností Lysá nad Labem, kde sídlí jejich duchovní správa.
- Farnosti Veleliby a Všejany byly zrušeny a sloučeny s nymburskou farností, kde sídlí duchovní správa

## Zajímavosti
- V bývalé farnosti Veleliby působil v letech 1969-1970 P. MUDr. Ladislav Kubíček jako duchovní správce, zároveň byl v té době kaplanem v Nymburce.